# John Garfield
John Garfield, nascut Jacob Julius Garfinkle (New York City, U.S. 4 de març, 1913 - Idem. 21 de maig, 1952), va ser un actor nord-americà que interpretava personatges inquietants, rebels i de classe treballadora.

## Infancia i joventut
Va créixer en la pobresa a la ciutat de Nova York. A principis dels anys 30, esdevingué membre del Grup de Teatre. El 1937 es va traslladar a Hollywood i finalment es va convertir en una estrella dels Warner Bros. Va rebre nominacions a l'Oscar per les seves actuacions a Four Daughters (1938) i Body and Soul (Cos i ànima, 1947).

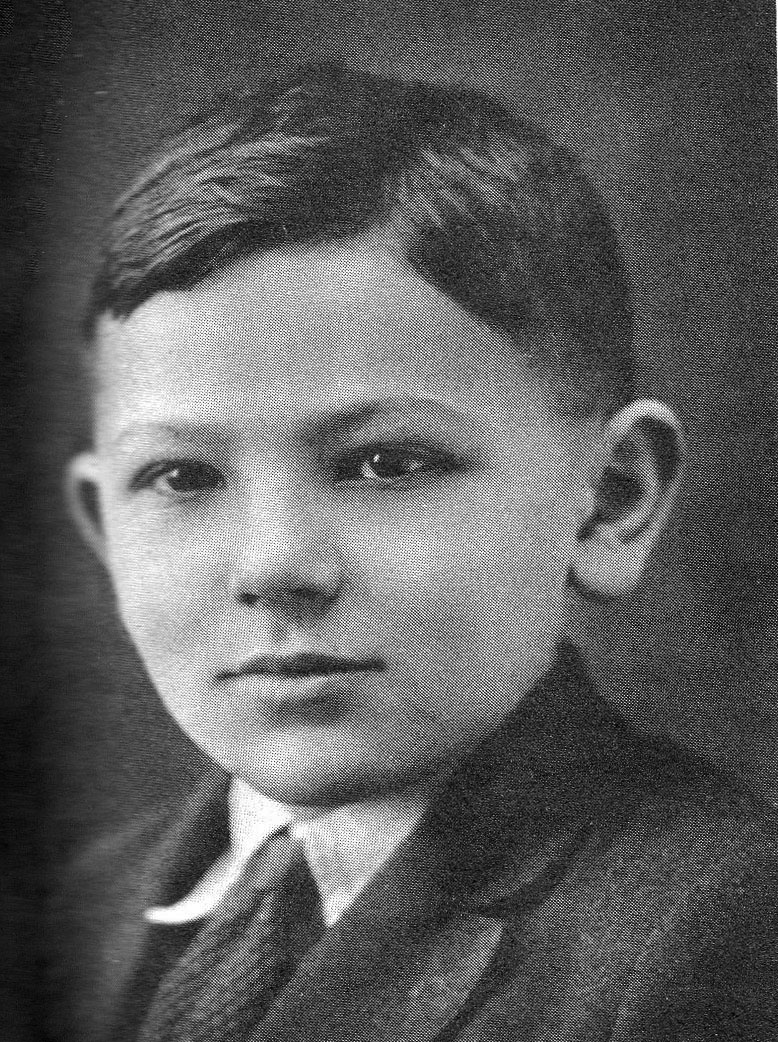
Julius Garfinkle de nen

Jacob Garfinkle va néixer en un petit apartament al carrer Rivington al Lower East Side de Manhattan, fill de David i Hannah Garfinkle, immigrants jueus russos, i va créixer al cor del districte del Teatre Yiddish. [3] A la primera infància, se li va afegir un segon nom, Julius, i durant la resta de la seva vida els qui el coneixien bé l'anomenaven Julie. [5] El seu pare, planxador de roba i cantor a temps parcial, va lluitar per guanyar-se la vida i per proporcionar una comoditat fins i tot marginal a la seva petita família. Quan Garfield tenia cinc anys, va néixer el seu germà Max. La seva mare mai es va recuperar del tot del que es va descriure com un embaràs i part "difícils". Va morir dos anys més tard, i els nois van ser enviats a viure amb diversos parents, tots pobres, escampats pels barris de Brooklyn, Queens i el Bronx. Diversos d'aquests parents vivien en cases d'habitatges en una secció de l'est de Brooklyn anomenada Brownsville, i allí, Garfield vivia en una casa i dormia en una altra. A l'escola va ser jutjat com un mal lector i ortogràfic dolent, dèficits que s'agreujaven per l'assistència irregular. Més tard diria del seu temps als carrers allà, que va aprendre
| « | "tota la mesquinesa, tota la duresa que els nens poden adquirir". [6] | » |

El seu pare es va tornar a casar i es va traslladar al West Bronx, on Garfield es va unir a una sèrie de colles. Molt després, recordaria:
| « | "Cada carrer tenia la seva colla. Així era als trams pobres... la vella seguretat en xifres". | » |

Aviat es va convertir en cap de colla. En aquest moment, la gent va començar a notar la seva capacitat per imitar a intèrprets coneguts, tant físicament com facialment. També va començar a passar l'estona i finalment entrenar en un gimnàs de boxa a l'avinguda Jerome. En algun moment, va contreure l'escarlatina (se li va diagnosticar més tard en l'edat adulta), li va causar danys permanents al cor i va fer que perdés molt temps de l'escola. Després de ser expulsat tres vegades i expressar el desig de deixar l'escola per complet, el seu pare i la seva madrastra el van enviar a P.S. 45, una escola per a nens difícils. Va ser sota la direcció del director de l'escola, l'educador Angelo Patri, que va ser introduït a la interpretació. [2] En notar la tendència de Garfield a balbucejar, Patri el va assignar a una classe de logopèdia impartida per una professora carismàtica anomenada Margaret O'Ryan. Li feia exercicis d'interpretació i li feia memoritzar i pronunciar discursos davant de la classe i, a mesura que avançava, davant de les assemblees de l'escola. O'Ryan va pensar que tenia un talent natural i el va llançar a les obres de teatre de l'escola. Ella el va animar a apuntar-se a un concurs de debat a tota la ciutat patrocinat per The New York Times. Per a la seva pròpia sorpresa, es va endur el segon premi.
Amb l'encoratjament de Patri i O'Ryan, va començar a prendre classes d'actuació en una escola de teatre que formava part de "The Heckscher Foundation" i va començar a aparèixer en les seves produccions. En un d'aquests últims, va rebre felicitacions al darrere i una oferta de suport de l'actor yiddish Jacob Ben-Ami, que el va recomanar al "American Laboratory Theatre". [5] Finançat pel Gremi del Teatre, "the Lab" havia contractat amb Richard Boleslavski per posar en escena les seves produccions experimentals i amb l'actriu i expatriada russa Maria Uspénskaia per supervisar les classes d'actuació. Antics membres del Teatre d'Art de Moscou, van ser els primers defensors del "sistema" de Konstantín Stanislavski als Estats Units, que aviat es va convertir en el que es va conèixer com "el Mètode". Garfield va prendre classes al matí i va començar a treballar com a voluntari al laboratori fora de l'horari, auditant assajos, construint i pintant paisatges i fent feina de la tripulació. Més tard veuria aquesta vegada com un inici del seu aprenentatge al teatre. Entre les persones que es van desencantar amb el Gremi i van recórrer al Laboratori per buscar un entorn més radical i desafiant, hi havia Stella Adler, Lee Strasberg, Franchot Tone, Cheryl Crawford i Harold Clurman. En diferents graus, tots tindrien influència en la carrera posterior de Garfield.
Després d'una estada al "Civic Repertory Theatre" d'Eva Le Gallienne i un curt període de vagabundejar, que va implicar fer autostop, saltar trens de mercaderies, collir fruita i tallar boscos al nord-oest dels Estats Units, (Preston Sturges va concebre la pel·lícula Sullivan's Travels després de sentir a Garfield explicar les seves aventures vagabundes), [6] Garfield va fer el seu debut a Broadway el 1932 en una obra anomenada "Lost Boy". Només va durar dues setmanes, però va donar a Garfield una cosa molt important per a un actor que lluitava per entrar al teatre: un crèdit.
Hi ha una afirmació que va ser un mecenes del bordell o prostíbul de Polly Adler a Nova York. [7]

## Teatre de Nova York i el Grup
Garfield va rebre la facturació de llargmetratges en el seu següent paper, el d'Henry el noi de l'oficina a l'obra Counsellor-at-Law d'Elmer Rice, protagonitzada per Paul Muni. L'obra va durar tres mesos, va fer una gira per l'Est i va tornar per un segon compromís sense precedents, repetidament, només es va tancar quan Muni es va veure obligat contractualment a tornar a Hollywood per fer una pel·lícula per a Warners. En aquest punt, Warner va expressar el seu interès en Garfield i va buscar una prova de pantalla. Els va rebutjar.
Els antics col·legues de Garfield, Crawford, Clurman i Strasberg, havien iniciat un nou col·lectiu de teatre, anomenant-lo simplement "el grup", i Garfield va fer pressions als seus amics per entrar-hi. Després de mesos de rebuig, va començar a freqüentar les escales interiors del "Broadhurst Theatre" on el "El grup" tenia les seves oficines. Cheryl Crawford es va adonar d'ell un dia i el va saludar cordialment. Sentint-se encoratjat, va fer la seva petició d'aprenentatge. Una cosa intangible la va impressionar i el va recomanar als altres directors. No van fer cap objecció.
Clifford Odets havia estat un amic íntim de Garfield des dels primers dies al Bronx. Després que l'obra en un acte d'Odets Waiting for Lefty la qual es convertís en un èxit sorpresa, el grup va anunciar que muntaria una producció del seu drama de llarga durada Awake and Sing. A la insistència del dramaturg, Garfield va interpretar a Ralph, el fill petit sensible que demana "una oportunitat d'arribar a la primera base". L'obra es va estrenar el febrer de 1935, i Garfield va ser destacat pel crític Brooks Atkinson per tenir un "esplèndid sentit del desenvolupament del personatge". L'aprenentatge de Garfield havia acabat oficialment; va ser votat com a membre de ple dret per la companyia. Odets era l'home del moment, i va afirmar a la premsa que Garfield era la seva "troballa" i que aviat escriuria una obra de teatre només per a ell. Aquella obra resultaria ser Golden Boy, però quan Luther Adler va ser seleccionat per al paper principal, un Garfield desil·lusionat va començar a donar una segona ullada a les obertures que feia Hollywood. [3]

## Warner Bros
Garfield havia estat abordat pels estudis de Hollywood abans, tant Paramount com Warners oferint proves de pantalla, però les converses sempre s'havien estancat sobre una clàusula que volia inserir al seu contracte, una que li permetés temps lliure per treballar en l'escenari. Ara Warner Bros va accedir a la seva demanda, i Garfield va signar un acord estàndard de reproducció de funcions (set anys amb opcions) a l'oficina de Warner a Nova York. Molts del grup estaven lívids pel que consideraven la seva traïció. La reacció d'Elia Kazan va ser diferent, suggerint que el Grup no tenia tanta por que Garfield fracassés, sinó que tindria èxit. El primer ordre del negoci de Jack Warner va ser un canvi de nom a John Garfield.
Després de molts falsos inicis, finalment va tenir un paper secundari, però crucial, com a jove compositor tràgic en una pel·lícula de Michael Curtiz titulada Four Daughters (1938). Després de l'estrena de la pel·lícula, va rebre avisos molt positius i una nominació per a l'Oscar al millor actor secundari. L'estudi va revisar ràpidament el contracte de Garfield, designant-lo un actor estrella més que un destacat, durant set anys sense opcions. També van crear un vincle amb el nom per sobre del títol titulat They Made Me a Criminal (Em van fer un criminal, 1939). Abans de l'èxit de Daughters, Garfield havia fet un llargmetratge de pel·lícula B anomenat Blackwell's Island (també 1939). No volia que la seva nova estrella aparegués en una pel·lícula de baix pressupost, Warners va ordenar una actualització de la pel·lícula A afegint 100.000 dòlars al seu pressupost i recordant al director Michael Curtiz per rodar escenes amb guió recent.

El debut de Garfield va tenir un impacte cinematogràfic difícil de concebre en retrospectiva. Com va dir el biògraf Lawrence Swindell:
| « | "El treball de Garfield va ser espontani, no era actor; tenia abandonament. No recitava diàlegs, s'hi va atacar fins que va perdre la qualitat de la conversa i va agafar el caràcter de la parla... Com Cagney, va ser un intèrpret excepcionalment mòbil des dels inicis de la seva carrera a la pantalla. Aquests trets es van orquestrar amb el seu aspecte físic per crear un personatge de pantalla innatament poderós en el sentit sexual. El que Warners va veure immediatament va ser que l'impacte de Garfield va ser sentit pels dos sexes. Això era gairebé únic." | » |

La seva "lluna de mel" acabada amb Warners, Garfield va entrar en un període prolongat de conflicte amb l'estudi, amb Warners que va intentar interpretar-lo en melodrames agradables al públic com Dust Be My Destiny (també 1939) i Garfield insistint en guions de qualitat que oferissin reptes i destacar la seva versatilitat. El resultat va ser sovint una sèrie de suspensions, amb Garfield refusant un paper assignat i Warners negant-se a pagar-li. El problema de Garfield era compartit per qualsevol actor que treballava en el sistema d'estudi dels anys 30: per contracte, l'estudi tenia el dret de repartir-lo en qualsevol projecte que volgués. Però, com explica Robert Nott:
| « | "Per ser justos, la majoria dels estudis tenien un equip de productors, directors i escriptors que podien identificar els punts forts d'una estrella en particular i treballaven per aprofitar aquests punts forts per trobar vehicles que atraguessin al públic i, per tant, guanyar diners a l'estudi. Les forces que li van impedir aconseguir papers d'alta qualitat van ser realment el resultat de la força de voluntat combinada de la Warner Bros, el sistema d'estudi en general i el públic en general, que també tenia la seva pròpia percepció de com Garfield (o Cagney o Bogart per això importa) hauria d'aparèixer a la pantalla." | » |

Una excepció notable a aquesta tendència va ser Daughters Courageous (també 1939), una seqüela no del tot (mateix repartiment, història i personatges diferents) de la seva pel·lícula debut. La pel·lícula va funcionar bé críticament, però no va trobar públic, el públic no estava satisfet perquè no fos una veritable seqüela (difícil d'aconseguir, ja que el personatge original Mickey Borden va morir a la primera imatge). El director, Curtiz, va anomenar la pel·lícula "la meva obscura obra mestra".
A l'inici de la Segona Guerra Mundial, Garfield va intentar immediatament allistar-se a les forces armades, però va ser rebutjat a causa de la seva malaltia cardíaca. Frustrat, va dedicar les seves energies a donar suport a l'esforç de guerra. Ell i l'actriu Bette Davis van ser els impulsors de l'obertura de "Hollywood Canteen", un club que ofereix menjar i entreteniment per als militars nord-americans. Va viatjar a l'estranger per ajudar a entretenir les tropes, va fer diverses gires de venda de bons i va protagonitzar una sèrie d'èxits patriòtics de taquilla com Air Force i Destination Tokyo (tots dos el 1943) i Pride of the Marines (1945). Estava especialment orgullós de l'última pel·lícula, basada en la vida d'Al Schmid, un heroi de guerra encegat en combat. En preparar-se per al paper, Garfield va viure durant diverses setmanes amb Schmid i la seva dona a Filadèlfia i es va embenar els ulls durant hores.
Després de la guerra, Garfield va protagonitzar una sèrie de pel·lícules d'èxit com The Postman Always Rings Twice (1946) amb Lana Turner, Humoresque (també 1946) amb Joan Crawford i Gentleman's Agreement (1947), millor pel·lícula guanyadora de l'Oscar. A Gentleman's Agreement, Garfield va prendre una part destacada, però de suport, perquè creia profundament en l'exposició de la pel·lícula sobre l'antisemitisme a Amèrica. Va ser nominat a l'Oscar al millor actor pel seu paper protagonista a Body and Soul (1947). Aquell mateix any, Garfield va tornar a Broadway a l'obra Skipper Next to God. De voluntat forta i sovint verbalment combatiu, Garfield no va dubtar a aventurar-se pel seu compte quan va sorgir l'oportunitat. El 1946, quan va expirar el seu contracte amb Warner Bros., Garfield va decidir no renovar-lo i va optar per crear la seva pròpia productora independent.
El 1949, tornaria a protagonitzar una obra de Clifford Odets, The Big Knife.

## L'ensurt vermell
Molt implicat en la política liberal, Garfield es va veure atrapat per l'ensurt comunista de finals dels anys quaranta i principis dels cinquanta. Va donar suport al "Comitè per a la Primera Esmena", que es va oposar a la investigació governamental de l'activitat comunista a Hollywood. Quan es va cridar a declarar el 1951 davant el Comitè d'Activitats Antiamericanes de la Cambra (HUAC),{nota 1} que estava facultat per investigar la infiltració comunista a Amèrica, Garfield es va negar a nomenar membres o seguidors del Partit Comunista, testimoniant que, de fet, no en coneixia cap a la indústria cinematogràfica. Garfield va rebutjar el comunisme i, just abans de la seva mort amb l'esperança de redimir-se als ulls dels llistes negres, va escriure que havia estat enganyat per la ideologia comunista en un article inèdit anomenat "I Was a Sucker for a Left Hook", una referència a Pel·lícules de Garfield sobre boxa. Tanmateix, el seu testimoni forçat davant el comitè havia danyat greument la seva reputació. Va ser inclòs a la llista negra a Canals Vermells i els caps d'estudis de cinema de Hollywood li van prohibir un futur treball com a actor durant la resta de la seva carrera. Alguns han al·legat que l'estrès d'aquesta persecució va provocar la seva mort prematura als 39 anys per un atac de cor. Garfield és reconegut com un predecessor d'actors de "Method" com Marlon Brando, Montgomery Clift i James Dean.
Amb el treball cinematogràfic escàs a causa de la llista negra, Garfield va tornar a Broadway i va protagonitzar un renaixement de Golden Boy l'any 1952, i finalment va ser elegit per al paper principal que se li va negar anys abans.
Cap al final de la seva vida, en un esforç per netejar el seu nom, Garfield va començar a treballar en un article per a la revista Look, en el qual denunciaria el comunisme sense "anomenar noms"; el seu advocat li va aconsellar que reconegués que havia estat "enganyat" perquè aportés temps i diners als grups frontals comunistes.[11] Després va organitzar una reunió amb l'FBI per pressionar el seu cas. A la reunió, però, els representants de l'FBI li van mostrar un dossier sobre la seva dona Robbe, que incloïa la seva antiga targeta de membre del Partit Comunista i cancel·lava els xecs d'esdeveniments patrocinats pel partit, i va dir que l'FBI l'aclariria si signava una declaració traient Robbe com a comunista, en canvi, responia amb un enfadat improperi i va sortir de la reunió.

## Mort
El 9 de maig de 1952, Garfield es va mudar del seu apartament de Nova York per última vegada, indicant als amics que la separació de la seva dona Roberta no era temporal. Va confiar al columnista Earl Wilson que aviat es divorciaria. Els amics propers van especular que va ser l'oposició de la seva dona a la seva confessió prevista a la revista Look el que va desencadenar la separació. Va saber que un investigador de l'HUAC estava revisant el seu testimoni per possibles càrrecs de perjuri. El seu agent va informar que 20th Century-Fox el volia per a una pel·lícula anomenada Taxi, però ni tan sols començaria converses tret que la investigació conclogués a favor seu. Tres amics actors, Canada Lee, Mady Christians i J. Edward Bromberg, havien mort recentment després de ser enumerats pel comitè.
El matí del 20 de maig, Garfield, en contra de les estrictes ordres del seu metge, va jugar diverses sèries de tennis extenuants amb un amic, esmentant el fet que no havia anat al llit la nit anterior. Va conèixer l'actriu Iris Whitney per sopar i després es va emmalaltir, queixant-se que se sentia fred. El va portar al seu apartament, on es va negar a deixar-la trucar a un metge i, en canvi, es va anar al llit. L'endemà al matí, el va trobar mort. Els problemes cardíacs a llarg termini, suposadament agreujats per l'estrès de la seva llista negra, havien provocat la seva mort als 39 anys.
El funeral va ser el més gran de Nova York des del de Rodolfo Valentino, amb més de deu mil persones amuntegades als carrers a l'exterior. El circ mediàtic que envoltava la mort de Garfield va donar lloc a una broma corrent, "Síndrome de la mort encara de John Garfield", que parodiava el fenomen; més tard seria substituït per "El generalíssim Francisco Franco encara és mort" als anys 70 després de la prolongada malaltia terminal de Francisco Franco. La propietat de Garfield, valorada en "més de 100.000 dòlars", va ser deixada completament a la seva dona. Poc després, l'HUAC va tancar la seva investigació sobre John Garfield, deixant-lo en clar. Garfield va ser enterrat al cementiri de Westchester Hills a Hastings-on-Hudson, comtat de Westchester, Nova York.

## Vida personal
Ell i Roberta Seidman es van casar el febrer de 1935. La seva dona havia estat membre del Partit Comunista. Van tenir tres fills: Katherine (1938 – 18 de març de 1945), que va morir d'una reacció al·lèrgica; David (1943–1994); i Julie (nascuda el 1946), aquestes dues últimes es convertiren en actors.
La seva vídua es va casar amb l'advocat de cinema i treballador Sidney Cohn el 1954, que va morir el 1991; Roberta va morir en una residència d'avis de Los Angeles l'any 2004. En el moment de la seva mort, Julie Garfield va dir al Los Angeles Times que la seva mare estava amargada pel tractament de Garfield per part dels executius de l'estudi, que creia, "havia utilitzat Garfield com a boc expiatori per prendre l'atenció d'altres a Hollywood perquè havia "format la seva pròpia companyia de producció i es van sentir amenaçats per ell".

## Premis i nominacions
Garfield va ser nominat al premi de l'Acadèmia al millor actor secundari per Four Daughters el 1939 i al millor actor i per Cos i ànima el 1948. Se li va donar una estrella al Passeig de la Fama de Hollywood al 7065 Hollywood Boulevard.